# Athlete

Athlete er et engelsk indierockband, der blev dannet i Deptford, London af Joel Pott (forsanger og guitar), Carey Willetts (bas og baggrundsvokal), Stephen Roberts (trommer og baggrundsvokal) og Tim Wanstall (keyboard og baggrundsvokal).
Bandet havde en kort periode med stor succes i hjemlandet med deres debutalbum Vehicles & Animals (2003) som solgte platin i 2005 og blev nomineret til Mercury Music Prize. Det blev fulgtop med Tourist (2005) som nåede nummer 1 på hitlisten og solgte over 500.000 eksemplarer, hvilket var nok til platin. Siden har gruppe udgivet to albums; Beyond the Neighbourhood (2007) og Black Swan (2009) der dog ikke klarede de thelt som godt som forgængerne. Her afprøvede gruppen forskellige musikgenrer, og var påvirket af kunstnere som Nick Cave & the Bad Seeds.
Siden gruppens jubilæums-turné i 2012-2013 har har den været på sat på pause. Joel Pott har arbejdet som sangskriver og producer for andre kunstnere. Carey Willets udgav et soloalbum i 2012, kaldet Stickers og har andre projekter kaldet "Boxes". Stephen Roberts og Tim Winstall har arbejdet med at producere musik for andre bands. I 2011 udtalte Stephen Roberts at de ikke havde planer om at indspille et nyt album.

## Diskografi
- Vehicles & Animals (2003)
- Tourist (2005)
- Beyond the Neighbourhood (2007)
- Black Swan (2009)